# アウン・カウン・マン
アウン・カウン・マン（ビルマ語: အောင်ကောင်းမာန်、1998年2月18日 - ）は、ミャンマー・マグウェ県タウンドウィンジー出身のサッカー選手。ポジションはフォワード。

## 来歴
2017年、エーヤワディー・ユナイテッドFCのトップチームデビューを果たす。U-23サッカーミャンマー代表にも選出されており、2019年のSEA Gamesで5得点を挙げる活躍を見せた。
2020年1月17日、タイ・リーグ1のトラートFCに期限付き移籍で加入。